# Tantilla vermiformis
Tantilla vermiformis là một loài rắn trong họ Rắn nước. Loài này được Hallowell mô tả khoa học đầu tiên năm 1861.